# 屈克 (塔恩省)
屈克（法語：Cuq，法語發音：[kyk]）是法国奥克西塔尼大区塔恩省的一个市镇，属于卡斯特尔区。

## 地理
屈克（43°38'51"N, 2°5'35"E）面积14.99 平方千米，位于法国奧克西塔尼大區塔恩省，该省份为法国南部内陆省份，北起顺时针与阿韦龙省、埃罗省、奥德省、上加龙省和塔恩-加龙省接壤。
与屈克接壤的市镇（或旧市镇、城区）包括：容基耶尔、吉塔朗斯-拉尔巴雷德、洛特雷克、皮卡尔韦勒、塞尔维耶斯、阿古河畔维耶尔米。

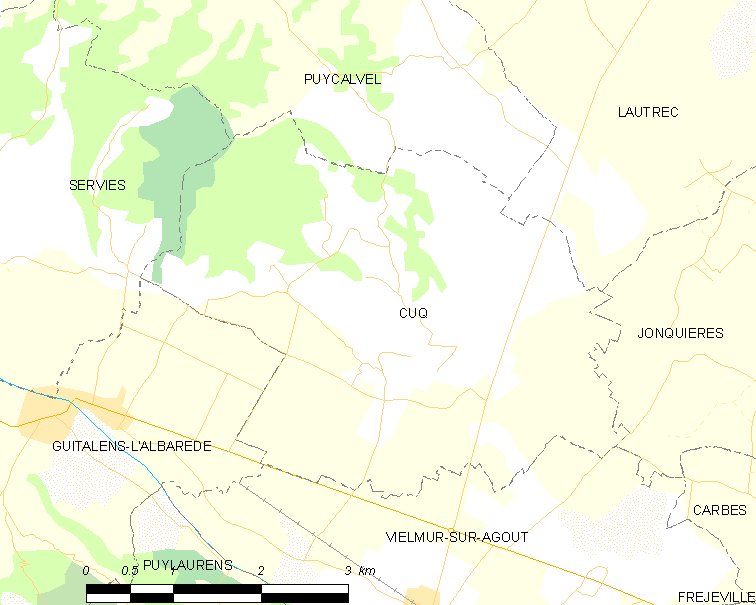
的OSM定位图

屈克的时区为UTC+01:00、UTC+02:00（夏令时）。

## 行政
屈克的邮政编码为81570，INSEE市镇编码为81075。

## 政治
屈克所属的省级选区为阿古平原县。

## 人口

1962-2008年间人口变化图示

屈克于2022年1月1日时的人口数量为488人。